# Kentwood (Louisiana)
|  | Per a altres significats, vegeu «Kentwood». |

Kentwood és una ciutat rural a la Parròquia de Tangipahoa (Louisiana) prop de la frontera de Mississipi. La població era 2,205 habitants segons el cens de 2000.
S'embotella aigua des de Kentwood i popularment es comercialitza a Nova Orleans sota l'etiqueta de Fonts Kentwood. Kentwood és també "La Capital de Lleteria del Sud." Kentwood solia tenir una desfilada de lleteria cada novembre on la gent venia productes i elements diversos. El festival no s'ha celebrat durant uns quants anys a causa de raons desconegudes. Tanmateix, Kentwood és més coneguda com l'"hometown" del cantant pop Britney Spears i la seva germana Jamie Lynn Spears.

## Història
Fundada per Amos Kent el 1893.

## Geografia
Segons l'Escriptori de Cens dels Estats Units, la ciutat té una àrea total de 17.9 km² (6.9 mi²). 17.9 km² (6.9 mi²) d'això és terra i un 0,14% és aigua.